# 공공의 눈 상

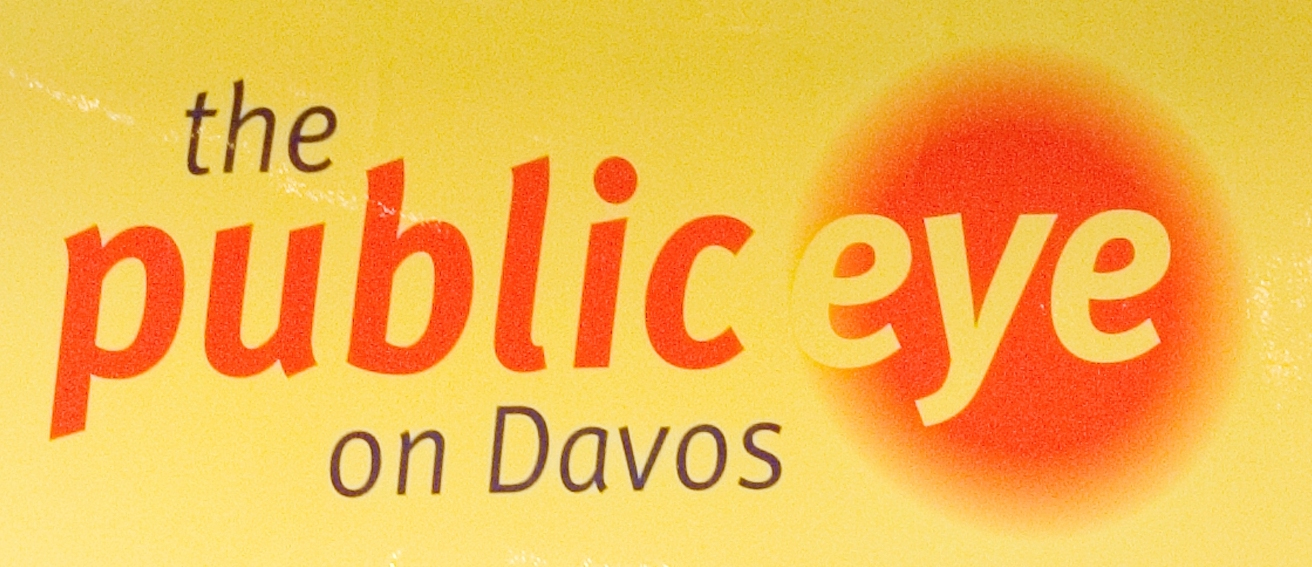

공공의 눈 상(Public Eye Award)은 2000년 이후 스위스 다보스에서 개최되는 세계경제포럼에 맞춰 매년 세계 최악의 악덕기업을 선정하는 상이다. 퍼블릭 아이는 2009년 1월 28일 10주년을 맞았다.
이 프로젝트는 전 세계비정부기구가 참여하고 있으며, 스위스의 기관인 베른 선언( Berne Declaration ,BD), 그린피스 스위스가 주도하고 있다. 이익 중심의 세계화에 대한 상당한 비판을 위한 기준을 가지고 있다. 2005년 이후 공공의 눈 상의 초점은 “기업의 사회적 책임”에 맞추고 있다. 2009년에는 용기있는 사원에 대한 포상이 이루어져 긍정적인 분야에 대한 포상이 최초로 시도되었다.
투표로 이뤄지는 청중상(People's award)와 심사위원상(Jury award)가 별도로 존재한다.

## 2014년
- 청중상(People's award) : 가스프롬(Gazprom, 러시아의 국영 천연가스회사)
- 심사위원상(Jury award) : GAP(미국의 의류 제조 및 판매업체)

## 2013년
- 청중상(People's award) : 쉘(Shell, 영국-네덜란드 합작 다국적기업 '로열 더치 쉘 피엘시(Royal Dutch Shell plc)' 산하에 있는 석유, 천연가스, 석유화학제품 등의 자회사)
- 심사위원상(Jury award) : 골드만삭스(Goldman Sachs, 미국의 투자은행 겸 증권회사)
- 추천자(Nominees) : Coal India, G4S, Lonmin, and Repower

## 2012년
- 청중상(People's award) : 발레(VALE, 브라질의 채광 회사)
- 심사위원상(Jury award) : 바클레이스(Barclays, 영국의 다국적 금융서비스 회사)
- 추천자(Nominees) : 도쿄전력(TEPCO), 삼성전자 (SAMSUNG), 신젠타 (SYSGENTA), 프리포트 (FREEPORT)

## 2011년
- 청중상(People's award) : 네스테 오일(Neste Oil, 핀란드 정유기업)
- 국제상(Global award) : 앵글로골드 아샨티(AngloGold/Ashanti, 남아프리카공화국 거대의 금 생산 회사)
- 추천자(Nominees) : 아쿠스포(스위스 에너지 기업), 폭스콘, BP, 필립모리스

## 2010년
- 스위스상과 청중상 동시 수상(Swiss award and People's award) : 로슈(Roche, 스위스의 거대 제약회사)
- 국제상(Global award) : 로열 뱅크 오브 캐나다(Royal Bank of Canada, 캐나다의 거대 금융사)
- 기만적 친환경상(Greenwash) : UN 최고경영자 수자원관리책무(CEO Water Mandate, 글로벌 기업들이 유엔글로벌콤팩트(UN Global Compact)에 가입한 협약)

## 2009년
- 국제상과 청중상 동시 수상(Global award and People's award) : 뉴 몬트 마이닝사(Newmont Mining Corporation, 미국의 광산기업)
- 스위스상(Swiss award) : BKW FMB 에너지 (BKW FMB Energie AG, 스위스의 원전 운영사이자 에너지 회사)
- '긍정'상(Positive Award) : 프렌디 로자노(Freddy Lozano)와 Jairo Quiroz Delgado(자이로 키로스 델가도)

긍정상을 수상한 프렌디 로자노와 자이로 키르스 델가도는 콜롬비아 노동자 연대(trade union Sintracarbon.) 노조원으로, 콜롬비아의 Cerrejón 광산의 노동자들의 권익을 위해 투쟁하였다.

## 2008년

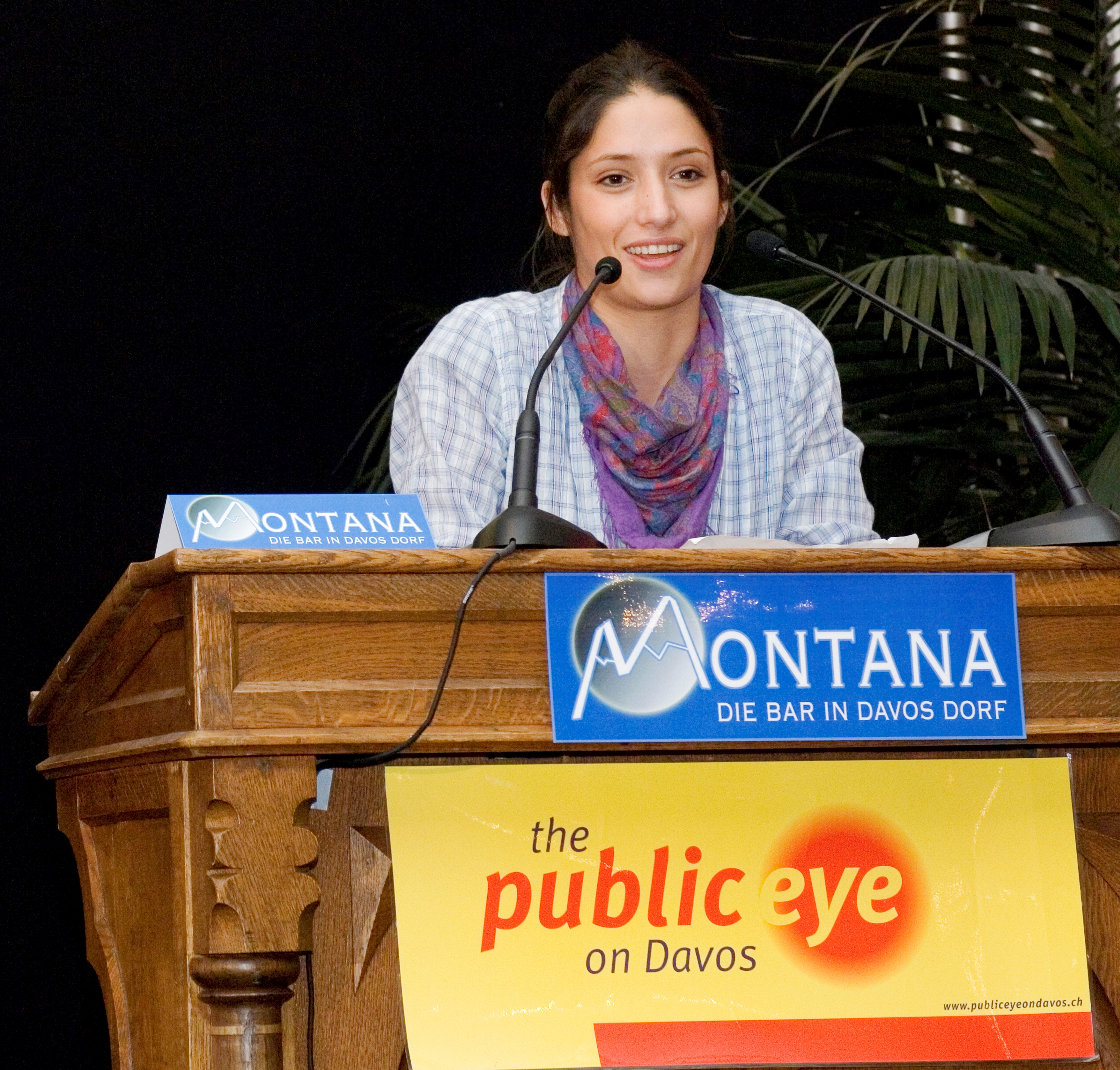
2008년 공공의 눈 시상식에서 멜리니 위니거, © nitsch.ch

- 국제상과 청중상 동시 수상(Global award and People's award) : 아레바(Areva, 프랑스 국영기업으로 당시 세계 최대 원자력 기업)
- 스위스상(Swiss award) : 글렌코어(Glencore, 스위스의 당시 세계 최대 원자재 중개 회사)
- '긍정'상(Positive Award) : 헤스 나투아(Hess Natur, 독일의 천연 직물 통신 판매 회사)

국제상과 청중상 동시 수상한 '아레바' 우라늄 채광, 농축, 원자로 설계 및 제작, 재처리, 원자력 시설 해체 등 원자력 발전 및 핵연료 관련 모든 기술 분야에서 사업을 수행하는 세계 유일의 회사로, 2013년 연 매출 93억 유로(약 13조원)를 기록한 세계 최대 원자력 기업이다. 1958년 Framatome(프라마톰)으로 설립돼, 2003년 Cogema(코제마), Technicatome(테크니카톰)을 합병해 거대 기업 AREVA로 새출발했다. 프랑스 국영 CEA(원자력청)가 지분의 78.9%를 보유하는 등 프랑스 정부 기관 지분이 90%를 넘는 준국영 기업이지만, 원자로 개발을 담당하는 자회사 AREVA-NP의 경우 독일 Giemens사가 34%의 지분을 보유하는 등 다국적 기업이기도 하다. 이 회사가 수상한 이유는 니제르 북부의 자회사 Somaïr과 Cominak 우라늄 광산 노동자들의 건강 상태에 관한 정보를 은폐하였기 때문이다. 해당 광산의 HIV 발병 환자에게 공기 · 물 · 토양의 방사성 오염에 의한 암 징후가 실제로 나타나고 있다.
스위스상을 수상한 글렌코어는 산하에 여러 광산 사업권을 가지고 있는데, 특히 콜롬비아 La Jagua 석탄 광산 등이 있다. 이 회사는 콜롬비아의 광산 노동자들에게이해하기 어려운 노동 조건을 제공하여 수상을 했다. 2012년에 La Jagua 석탄광산 노조는 임금인상과 근로조건 개선을 요구하며, 장기간에 걸친 파업을 한 바가 있다.
긍정상을 수상한 헤스 나투아는 재료 공정 무역을 포함하여 사회 생태학적인 사업 전개로 수상했다.

## 2007년
- 국제상(Global award) : 브리지스톤(Bridgestone Corporation, 일본의 초대형, 고무·플라스틱 제조 회사)
- 스위스상(Swiss award) : 노바르티스인터내셔널(Novartis International, 스위스에 본사를 둔 다국적 제약회사)
- '긍정'상(Positive Award) : 쿱(Coop, 스위스의 소매업 회사)

## 2006년
- '노동법과 인권'상(Category: Labor law and Human rights) : 월트디즈니(The Walt Disney Company, 미국의 대형 유통 회사)
- '환경'상(Category: Environment) : 셰브론(Chevron Corp., 미국의 석유업체)
- '탈세'상(Category: Taxes) : 시티그룹(Citigroup Inc., 미국의 종합금융회사)
- '긍정'상(Positive Award) : Euzkadi Union SNRTE(Sindicato Nacional Revolucionario de Trabajadores Euzkadi, 맥시코의 공동체 지향의 노조) 저먼와치(Germanwatch, 독일의 환경단체), 피앙(Food First Information and Action Network), 국제적 환경 시민단체)

## 2005년
- '노동법'상(Category: Labor law) : 월마트(Wal-Mart, 미국의 대형 유통 회사)
- '인권'상(Category: Human rights) : 다우 케미컬(Dow Chemical, 미국의 화학제조회사)
- '환경'상(Category: Environment) : 로얄 더치/쉘 그룹(Royal Dutch/Shell Group, 영국-네델란드 합작의 다국적 에너지 회사)
- '탈세'상(Category: Taxes) : KPMG 인터네셔널(KPMG International, 네덜란드 암스텔베인에 본사를 둔 초대형 다국적 종합 회계·재무·자문 회사)